# Albano Olivetti
Albano Olivetti (ur. 24 listopada 1991 w Haguenau) – francuski tenisista.

## Kariera tenisowa
Zawodowy tenisista od 2010 roku.
W zawodach rangi ATP Tour wygrał dwa turnieje z ośmiu rozegranych finałów w grze podwójnej.
Najwyżej sklasyfikowany w rankingu singlistów był na 161. miejscu (26 maja 2014), natomiast w zestawieniu deblistów na 40. pozycji (22 lipca 2024).

### Finały w turniejach ATP Tour
| Legenda                                      |
| -------------------------------------------- |
| Wielki Szlem                                 |
| Igrzyska olimpijskie                         |
| Tennis Masters Cup / ATP Finals              |
| ATP Masters Series / ATP Tour Masters 1000   |
| ATP International Series Gold / ATP Tour 500 |
| ATP International Series / ATP Tour 250      |

#### Gra podwójna (2–6)
| Końcowy wynik | Nr | Data             | Turniej     | Nawierzchnia  | Partner                  | Przeciwnicy                     | Wynik finału      |
| ------------- | -- | ---------------- | ----------- | ------------- | ------------------------ | ------------------------------- | ----------------- |
| Finalista     | 1. | 18 lipca 2021    | Båstad      | Ceglana       | Andre Begemann           | Sander Arends David Pel         | 4:6, 2:6          |
| Finalista     | 2. | 12 lutego 2023   | Montpellier | Twarda (hala) | Maxime Cressy            | Robin Haase Matwé Middelkoop    | 6:7(4), 6:4, 6–10 |
| Finalista     | 3. | 4 lutego 2024    | Montpellier | Twarda (hala) | Tristan-Samuel Weissborn | Sadio Doumbia Fabien Reboul     | 7:6(5), 4:6, 6–10 |
| Zwycięzca     | 1. | 21 kwietnia 2024 | Monachium   | Ceglana       | Yuki Bhambri             | Andreas Mies Jan-Lennard Struff | 7:6(6), 7:6(5)    |
| Finalista     | 4. | 25 maja 2024     | Lyon        | Ceglana       | Yuki Bhambri             | Harri Heliövaara Henry Patten   | 6:3, 6:7(4), 8–10 |
| Zwycięzca     | 2. | 21 lipca 2024    | Gstaad      | Ceglana       | Yuki Bhambri             | Ugo Humbert Fabrice Martin      | 3:6, 6:3, 10–6    |
| Finalista     | 5. | 24 września 2024 | Chengdu     | Twarda        | Yuki Bhambri             | Sadio Doumbia Fabien Reboul     | 4:6, 6:4, 4–10    |
| Finalista     | 6. | 9 listopada 2024 | Metz        | Twarda (hala) | Pierre-Hugues Herbert    | Sander Arends Luke Johnson      | 4:6, 6:3, 3–10    |